# Фикучело (Авелино)
Фикучело је насеље у Италији у округу Авелино, региону Кампанија.
Према процени из 2011. у насељу је живело 74 становника. Насеље се налази на надморској висини од 470 м.